# Olivensa cephalotes
Olivensa cephalotes är en skalbaggsart som först beskrevs av Francis Polkinghorne Pascoe 1858.  Olivensa cephalotes ingår i släktet Olivensa och familjen långhorningar. Inga underarter finns listade i Catalogue of Life.